# فرانچسکو کالوجرو
 فرانچسکو کالوجرو (انگلیسی: Francesco Calogero؛ زاده ۶ فوریهٔ ۱۹۳۵) یک فیزیک‌دان اهل ایتالیا است.